# Новое Село (Тульская область)
Новое Село — село в Киреевском районе Тульской области России.
В рамках административно-территориального устройства является центром Новосельского сельского округа Киреевского района, в рамках организации местного самоуправления включается в сельское поселение Шварцевское.

## География
Расположено на реке Шат, в 21 км к северу от города Киреевска и в 18 км к юго-востоку от центра Тулы.

## Население
| 2002 | 2010 |
| ---- | ---- |
| 153  | ↗155 |